# Perizoma turbulata
Perizoma turbulata là một loài bướm đêm trong họ Geometridae.